# 9-1-1: النجم الوحيد
9-1-1: النجم الوحيد (بالإنجليزية: Lone Star) هو مسلسل تلفزيوني درامي أمريكي يعرض حياة المستجيبين الأوائل في أوستن، تكساس. أُنشئ لشركة فوكس بواسطة ريان مورفي، وبراد فالتشوك، وتيم مينير. المسلسل هو جزء من المسلسل التلفزيوني الدرامي الأمريكي 1-1-9، وقد طلبته فوكس في مايو 2019. عُرض المسلسل لأول مرة في 19 يناير 2020.
في مايو 2023، جُدّد المسلسل لموسم خامس وأخير، والذي عُرض لأول مرة في 23 سبتمبر 2024 وانتهى في 3 فبراير 2025. 

## المقدمة
من مؤلفي المسلسل التلفزيوني 9-1-1، ريان مورفي، وبراد فالتشوك، وتيم مينير، يتتبع مسلسل 9-1-1 النجم الوحيد رجل إطفاء من نيويورك، ينتقل مع ابنه من مانهاتن في نيويورك إلى أوستن في تكساس. يجب عليه أن يحاول الموازنة بين واجبات إنقاذ الأشخاص الأكثر ضعفًا وحل المشاكل في حياته الخاصة. وانضم إليه رجال الإطفاء الآخرون بالإضافة إلى أعضاء من إدارة الشرطة وخدمات الطوارئ الطبية. يشارك نجم المسلسل روب لوي كمنتج تنفيذي مشارك.

## الممثلون والشخصيات

### ملخص
| الممثل           | الشخصية                    | الموسم          | الموسم          | الموسم          | الموسم          | الموسم          |
| الممثل           | الشخصية                    | 1               | 2               | 3               | 4               | 5               |
| ---------------- | -------------------------- | --------------- | --------------- | --------------- | --------------- | --------------- |
| روب لوو          | أوين ستراند                | بطولة           | بطولة           | بطولة           | بطولة           | بطولة           |
| ليف تايلر        | ميشيل بليك                 | بطولة           | Does not appear | Does not appear | Does not appear | Does not appear |
| رونين روبنشتاين  | تايلر كينيدي «تي كي» ستاند | بطولة           | بطولة           | بطولة           | بطولة           | بطولة           |
| سييرا ماكلاين    | جريس رايدر                 | بطولة           | بطولة           | بطولة           | بطولة           | Does not appear |
| جيم باراك        | جادسون «جود» رايدر         | بطولة           | بطولة           | بطولة           | بطولة           | بطولة           |
| ناتاشا كرم       | مرجان مرواني               | بطولة           | بطولة           | بطولة           | بطولة           | بطولة           |
| بريان ميشيل سميث | وابل ستريكلاند             | بطولة           | بطولة           | بطولة           | بطولة           | بطولة           |
| رافاييل سيلفا    | كارلوس راييس               | بطولة           | بطولة           | بطولة           | بطولة           | بطولة           |
| جوليان ووركس     | ماثيو شافيز                | بطولة           | بطولة           | بطولة           | بطولة           | بطولة           |
| جينا توريس       | تومي فيجا                  | Does not appear | بطولة           | بطولة           | بطولة           | بطولة           |
| بريانا باكير     | نانسي غيليان               | دور مساعد       | دور مساعد       | بطولة           | بطولة           | بطولة           |
| كيسي ييتس        | إيزابيل «إيزي» فيجا        | Does not appear | دور شرفي        | بطولة           | بطولة           | بطولة           |
| سكيلر ييتس       | إيفي فيجا                  | Does not appear | دور شرفي        | بطولة           | بطولة           | بطولة           |
| جاكسون بيس       | وايت هاريس                 | Does not appear | Does not appear | دور مساعد       | دور مساعد       | بطولة           |

### دور شرفي (ضيف خاص)
أعضاء فريق التمثيل المنتظمين في المسلسل الأصلي 9-1-1:
- عائشة هندز بدور هنريتا «هين» ويلسون (ضيفة خاصة، الموسم الثاني): امرأة إطفاء ومسعفة في لوس أنجلوس.
- ريان جوزمان في دور إدموندو «إدي» دياز (ضيف خاص، الموسم الثاني): رجل إطفاء من لوس أنجلوس.
- أوليفر ستارك بدور إيفان «باك» باكلي (ضيف خاص، الموسم الثاني): رجل إطفاء في لوس أنجلوس.
- أنجيلا باسيت بدور أثينا جرانت ناش (ضيفة خاصة، الموسم الثالث): رقيب دورية في شرطة لوس أنجلوس.

## الحلقات
| الموسم | الحلقات | الحلقات | الأصلي         | الأصلي        | عدد المشاهدات (مليون) |
| الموسم | الحلقات | الحلقات | الأول          | الأخير        | عدد المشاهدات (مليون) |
| ------ | ------- | ------- | -------------- | ------------- | --------------------- |
| 1      | 10      | 10      | 19 يناير 2020  | 9 مارس 2020   | 9.09                  |
| 2      | 14      | 14      | 18 يناير 2021  | 24 مايو 2021  | 8.71                  |
| 3      | 18      | 18      | 3 يناير 2022   | 16 مايو 2022  | 7.43                  |
| 4      | 18      | 18      | 24 يناير 2023  | 16 مايو 2023  | 5.73                  |
| 5      | 12      | 12      | 23 سبتمبر 2024 | 3 فبراير 2025 | سيُعلن                 |

## إنتاج

### تطوير
في 12 مايو 2019، أُعلن أن شركة فوكس قد أعطت إنتاجًا متسلسلًا لفيلم فرعي من 9-1-1. سيعمل فريق برنامج 9-1-1 ريان مورفي، وبراد فالتشوك، وتيم مينير، كمنتجين تنفيذيين إلى جانب عضو فريق التمثيل روب لوي. تتولى أنجيلا باسيت، التي لعبت دور البطولة في الفيلم الأصلي 9-1-1، منصب المنتج التنفيذي. الكاتب جون أوين لو، نجل روب لو، يعمل أيضًا في فريق كتابة العرض. 
في 13 أبريل 2020، جددت فوكس المسلسل لموسم ثاني، الذي عرض لأول مرة في 18 يناير 2021.   في 17 مايو 2021، جددت فوكس المسلسل لموسم ثالث، والذي عرض لأول مرة في 3 يناير 2022.   في 16 مايو 2022، جددت فوكس المسلسل لموسم رابع، والذي تم عرضه لأول مرة في 24 يناير 2023.   في 1 مايو 2023، جددت فوكس المسلسل لموسم خامس.  في 15 نوفمبر 2023، أُعلن أن الموسم الخامس قد تم تأجيله إلى خريف 2024، وسط إضراب نقابة كتاب أمريكا عام 2023 وإضراب نقابة ممثلي الشاشة عام 2023.  ومن المقرر أن يبدأ عرض الموسم الخامس في 23 سبتمبر 2024 وينتهي في 3 فبراير 2025.  في 5 سبتمبر 2024، تم الإعلان عن أن الموسم الخامس سيكون موسمه الأخير. 

### الممثلون
في 12 مايو 2019، أُعلن أن روب لوي قد تم اختياره للدور الرئيسي في المسلسل.  في 11 سبتمبر 2019، تم الإعلان عن أن ليف تايلر ستقوم ببطولة الفيلم أمام لوي.  انضم جيم باراك إلى فريق العمل في 18 سبتمبر 2019.  وبعد يومين، تم الإعلان عن انضمام رونين روبنشتاين وسييرا ماكلاين إلى فريق التمثيل.  في 23 سبتمبر 2019، انضمت ناتاشا كرم، وبريان مايكل سميث، ورافائيل إل سيلفا، وجوليان ووركس إلى فريق التمثيل. 
في 3 سبتمبر 2020، تم اختيار جينا توريس لتكون شخصية منتظمة في الموسم الثاني.  في 22 سبتمبر 2020، غادرت ليف تايلر العرض قبل الموسم الثاني. كانت تايلر تتنقل بين منزلها في لندن ولوس أنجلوس لتصوير العرض، ونتيجة لصعوبة السفر المحتملة بسبب جائحة فيروس كورونا وعدم رغبتها في الابتعاد عن أطفالها الصغار لفترة طويلة، طلبت من المنتجين السماح لها بإلغاء عقدها الممتد لعدة سنوات. وقد تركت إمكانية عودتها مفتوحة.  تم اختيار ليزا إيدلشتاين لتلعب دورًا متكررًا في الموسم الثاني.  في 8 أكتوبر 2020، انضم ديريك ويبستر إلى فريق التمثيل بصفة متكررة للموسم الثاني.  في 25 مايو 2021، تمت ترقية بريانا بيكر إلى دور منتظم في الموسم الثالث.  في 28 سبتمبر 2022، انضم نيل ماكدونو، ودي بي وودسايد، وأماندا شول إلى فريق التمثيل في أدوار متكررة للموسم الرابع. 

### التصوير
على الرغم من أن أحداث المسلسل تدور في أوستن، تكساس، إلا أن تصوير المسلسل بالكامل تقريبًا يتم في لوس أنجلوس، كاليفورنيا.  أثار نقص التصوير في الموقع في أوستن انتقادات من صناعة الأفلام المحلية، مدعية أن أوستن لديها البنية التحتية للإنتاج لاستضافة المسلسل.   
بدأ تصوير الموسم الخامس في أوائل مارس 2024،  وانتهى في أواخر يوليو 2024. 

## ردود الفعل

### النقد
على موقع روتن توميتوز، حصل الموسم الأول من المسلسل على نسبة موافقة بلغت 77% بناءً على 13 مراجعة، مع متوسط تقييم 6.8/10. يفيد الإجماع النقدي للموقع الإلكتروني: «على الرغم من أنه ليس ممتعًا بشكل غريب مثل سابقه، فإن 9-1-1: النجم الوحيد لا يزال يحمل لكمة ترفيهية وهو عرض رائع لروب لو الوسيم الواعي لذاته».  وعلى ميتاكريتيك، حصل الموسم على متوسط درجات مرجح يبلغ 67 من أصل 100 بناءً على مراجعات 8 نقاد، مما يشير إلى «مراجعات إيجابية بشكل عام». 
يقترح دانييل داداريو من مجلة فارايتي أن المسلسل بدأ من اختيار الممثلين ولكنه ليس مخطئًا في تصوره وهو قوي مثل سابقه، حتى لو كانت جوانب من تصوره في بعض الأحيان مثالية للغاية لدرجة تتحدى الاعتقاد. كما أشاد بالفريق الجذاب والشامل ويأمل أن يستفيد المسلسل منهم ولا يركز كثيرًا على الممثل الرئيسي.  دانييل فينبيرج من هوليوود ريبورتر وصف المسلسل بأنه ممتع ومثير، وذكر نجاحه كرفيق قوي للامتياز قائلًا: «مليء بالانفجارات والجحيم والحركات البهلوانية التي تتحدى الموت، ولكن معظمها تم تقديمه في محاولة لخدمة سلسلة أكثر تعقيدًا من دراسات الشخصية، وهو هدف مثير للإعجاب لم يتم تنفيذه بسلاسة دائمًا».  أشاد كيلي لولر من يو إس إيه توداي بطاقم العمل، وقال: «إن المنتجين مينير وفالتشوك استغلوا بوضوح ما نجح في 9-1-1، ونقلوه بسهولة إلى تكساس ووجدوا طريقة لإعطاء «النجم الوحيد» نغمة وأجواء خاصة به».  قال جويل كيلر من نيويورك بوست: «إذا كنت تحب 9-1-1، فستحب هذا العرض». أشاد كيلر بأداء الممثلين وتسلسل الأحداث، وأثنى على الحوار وتطور الشخصيات. 
قامت أماندا بيل بتقييم النجم الوحيد بـ 3.5 من 5 وذكرت أن المسلسل تمكن من العثور على هويته الخاصة دون تكرار 9-1-1، ووصفت المسلسل «بالشامل» من خلال تنوع الشخصيات، وقالت إن المسلسل يحتفل بثقافة تكساس.  قامت ميليسا كاماتشو من كومن سينس ميديا بتقييم المسلسل بـ 3 من أصل 5 نجوم، وأثنت على تصوير الرسائل الإيجابية والقدوة، مشيرة إلى أن المسلسل يسلط الضوء على الصداقة والعمل الجماعي والمجتمع عبر شخصياته، مع ملاحظة التمثيلات المتنوعة.
انتقد شون أونيل العرض بسبب تصويره النمطي لولاية تكساس، والاختيار «المحير» لأوستن لإعداد أجواء تكساس المحافظة. 

### التقييمات
تم عرض 9-1-1: النجم الوحيد لأول مرة في يناير 2020، مع ظهور سلسلة خاصة لمدة ليلتين على فوكس. بدأ المسلسل بتقييم 3.2 بين البالغين الذين تتراوح أعمارهم بين 18 و49 عامًا و11.5 مليون مشاهد في التقييمات المعدلة حسب المنطقة الزمنية.  عاد العرض بحلقة جديدة في يناير 2022، محققًا تقييمًا قدره 0.6 بين البالغين الذين تتراوح أعمارهم بين 18 و49 عامًا و4.86 مليون مشاهد. يمثل هذا انخفاضًا طفيفًا عن حلقة الأسبوع السابق، والتي حصلت على تقييم 0.7 و5.25 مليون مشاهد. 

### الجوائز
| الجائزة                                  | السنة | الفئة                                                                            | المرشّح(ين)                                                                                | النتيجة | المرجع        |
| ---------------------------------------- | ----- | -------------------------------------------------------------------------------- | ----------------------------------------------------------------------------------------- | ------- | ------------- |
| جوائز اتحاد بث الموسيقى للأفلام والتلفاز | 2020  | جائزة اتحاد بث الموسيقى للأفلام، والتلفاز                                        | ماك كويل                                                                                  | فوز     | [ 47 ] [ 48 ] |
| تحالف المثليين والمثليات ضد التشهير      | 2021  | أفضل مسلسل درامي                                                                 | 9-1-1: النجم الوحيد                                                                       | رُشِّح     | [ 49 ]        |
| تحالف المثليين والمثليات ضد التشهير      | 2022  | أفضل مسلسل درامي                                                                 | 9-1-1: النجم الوحيد                                                                       | رُشِّح     | [ 50 ]        |
| تحالف المثليين والمثليات ضد التشهير      | 2023  | أفضل مسلسل درامي                                                                 | 9-1-1: النجم الوحيد                                                                       | فوز     | [ 51 ] [ 52 ] |
| جوائز جمعية نقاد هوليوود للتلفزيون       | 2022  | أفضل مسلسل درامي                                                                 | 9-1-1: النجم الوحيد                                                                       | رُشِّح     | [ 53 ]        |
| جائزة الإيمي برايم تايم                  | 2022  | أفضل تنسيق للحركات الخطيرة لمسلسل درامي أو سلسلة أفلام محدودة أو مختارات أو فيلم | بادي سوستاند                                                                              | رُشِّح     | [ 54 ]        |
| ختم ReFrame                              | 2021  | أفضل 200 برنامج تلفزيوني مكتوب حسب تصنيف IMDbPro                                 | 9-1-1: النجم الوحيد                                                                       | فوز     | [ 55 ]        |
| جوائز جمعية المؤثرات البصرية             | 2022  | أفضل المؤثرات البصرية الداعمة في حلقة مصورة واقعية                               | بريجيت بورك، تايلر ديك، جيسون جوتليب، جوزفين نوه، وإيليا بوبوف (عن أغنية «التمسك بالخيط») | رُشِّح     | [ 56 ]        |

## روابط خارجية
- 9-1-1: النجم الوحيد على فوكس
- 9-1-1: النجم الوحيد على قاعدة بيانات الأفلام على الإنترنت